# Hermann von Rosenberg

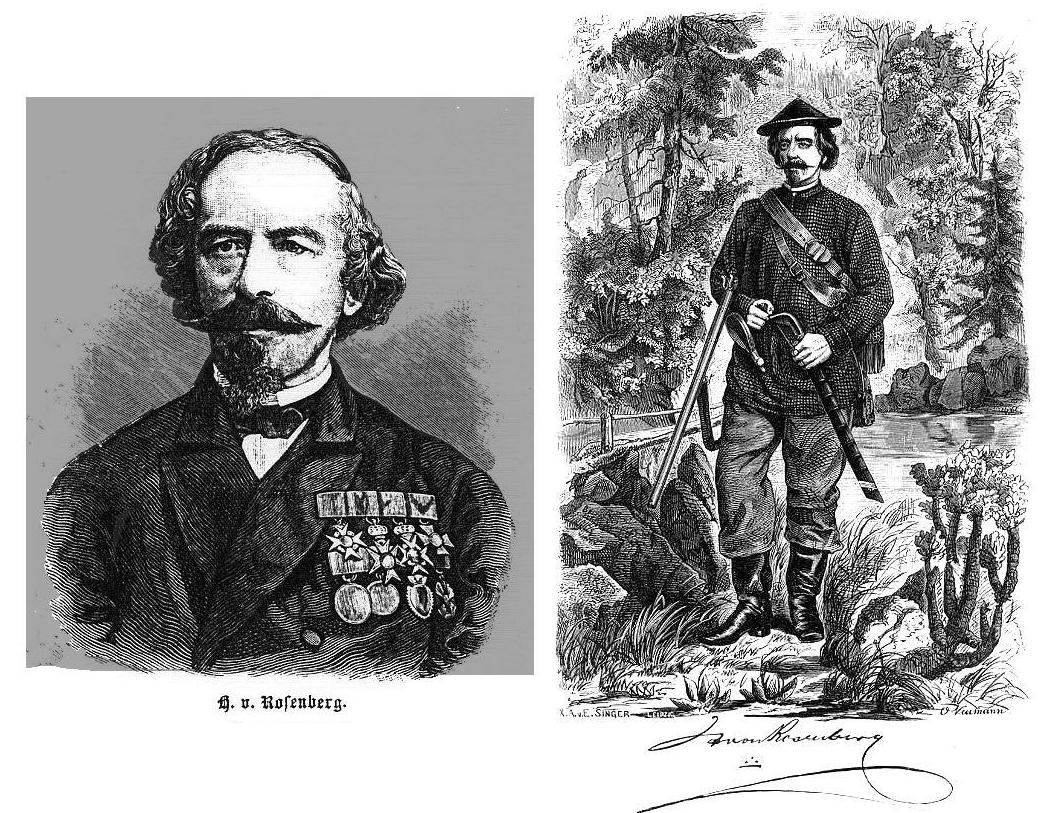
Titelblad van Hermann von Rosenbergs Werk "Der Malayische Archipel" (1878)

Carl Benjamin Hermann baron von Rosenberg (Darmstadt, 7 april 1817 – Den Haag, 15 november 1888) was een van oorsprong Duitse natuuronderzoeker in dienst van het Nederlands-Indische koloniale leger en de overheid.

## Biografie

### In dienst van de KNIL
Von Rosenberg was een telg uit een oud adellijk Hessisch geslacht. Zijn vader wilde dat hij een loopbaan zou kiezen in het leger. Dankzij zijn oom Johann Jakob Kaup kwam hij in contact met het doen van natuuronderzoek. Kaup werkte toen aan het groothertoglijk museum van Darmstadt en had eerder in Leiden gewerkt bij Coenraad Jacob Temminck. Rosenberg assisteerde hem bij zijn museumwerk. Via de contacten van Kaup kwam Rosenberg op de gedachte als vrijwilliger in dienst te treden bij het Koninklijk Nederlandsch-Indisch Leger. In 1839 meldde hij zich bij het Koloniaal Werfdepot in Harderwijk en voer op 23 november van dat jaar via Hellevoetsluis richting Java. Daar werd hij vrijwel meteen naar Padang op Sumatra gestuurd om daar zijn landgenoot Franz Wilhelm Junghuhn op diens wetenschappelijke exploratietochten te vergezellen en hem te assisteren bij het veldonderzoek. Zestien jaar zou Von Rosenberg op Sumatra blijven. Hij nam deel aan militaire expedities in het destijds nog niet onder het Nederlands bestuur vallende Batak-gebied en vanaf 1845, als lid van de generale staf in Padang, verrichtte hij veel cartografisch werk. In die periode bezocht hij ook enkele eilanden voor de kust van Sumatra, zoals het toen nog nauwelijks bekende Nias, Enggano en Mentawai. In 1856 werd Von Rosenberg gedetacheerd bij de Topografische Dienst in Batavia. Vanwege dit bureau werd hij in 1858 als tekenaar en cartograaf toegevoegd aan het team van de Etna-expeditie die de kusten van het nog vrijwel onbekende Nederlands-Nieuw-Guinea moest exploreren voor de vestiging van toekomstige Nederlandse militaire steunpunten.

#### Relatie met Alfred Russel Wallace
In de Geelvinkbaai maakte hij tijdens deze tocht kennis met de later wereldberoemde Engelse natuuronderzoeker Alfred Russel Wallace. In zijn boek The Malay Archipelago (1869) wordt Rosenberg op vijf plaatsen genoemd eerst als "Dutch naturalist", dan twee keer als vriend ("my friend" en "old friend"), dan weer als "a German named Rosenberg" en ten slotte als iemand van wie hij namens de Nederlandse koloniale overheid steun en geld ontvangt.

### In dienst van de koloniale overheid
In 1859 nam hij ontslag uit militaire dienst en verhuisde naar het oosten van de archipel waar hij in dienst van de gouverneur van de Molukken het eiland Ceram binnen het Molukse gouvernement moest zien te brengen. Vanaf 1862 werkte Von Rosenberg voor gouverneur-generaal Sloet van de Beele en kreeg de opdracht natuurwetenschappelijke onderzoekingen te verrichten. Dit bracht hem onder meer naar Gorontalo in het noorden van Celebes, de Kei-eilanden, de Aru-eilanden, Timor en ook weer naar de Geelvinkbaai in het noordwesten van Nieuw-Guinea.
In januari 1866 reisde hij tijdelijk terug naar Duitsland waar hij op 28 april in het huwelijk trad met Karoline Elisabeth Louise von Breidenbach zu Breidenstein. In 1868 keerde hij terug naar Nederlands-Indië, naar het eiland Ternate en vervolgde van daar uit zijn onderzoekingen in de Geelvinkbaai. Echter, in 1871 moest hij om gezondheidsredenen terug naar Europa, na meer dan dertig jaar wetenschappelijk onderzoek. Hij overleed in 1888 in Den Haag op 71-jarige leeftijd, inmiddels als genaturaliseerd Nederlander.

## Selecte bibliografie
- "Reis naar Nieuw-Guinea in 1858", in: Natuurkundig Tijdschrift voor Nederlandsch-Indië 19, 1859, pp. 399–422.
- Reistochten in de Afdeeling Gorontalo. Amsterdam: Frederik Muller, 1865.
- Reis naar de Zuidoostereilanden. 's-Gravenhage: Martinus Nijhoff, 1867.
- Reistochten naar de Geelvinkbaai op Nieuw-Guinea in de jaren 1869 en 1870. 's-Gravenhage: Martinus Nijhoff, 1875.
- Der malayische Archipel. Leipzig: Gustav Weigel, 1878.

## Bron
- Dit artikel of een eerdere versie ervan is een (gedeeltelijke) vertaling van het artikel Hermann von Rosenberg op de Duitstalige Wikipedia, dat onder de licentie Creative Commons Naamsvermelding/Gelijk delen valt. Zie de bewerkingsgeschiedenis aldaar.

- Bibliothèque nationale de France: cb15343465m (data)
- Biografisch Portaal: 22228420
- Gemeinsame Normdatei: 140581871
- International Standard Name Identifier: 0000 0000 7699 4719
- KulturNav: 7221dabb-f373-4ba9-aa47-50aae6b02740
- Library of Congress Control Number: n2005039518
- Nederlandse Thesaurus van Auteursnamen: 074306294
- RKD-Nederlands Instituut voor Kunstgeschiedenis: 416671
- Système universitaire de documentation: 225624591
- Virtual International Authority File: 22898458
- WorldCat: E39PBJgxmHMfTJh3VJhCyvKfMP